# Église Saint-Georges de Villers-Bocage
L'église Saint-Georges de Villers-Bocage est une église paroissiale située à Villers-Bocage dans le département de la Somme à une dizaine de kilomètres au nord d'Amiens.

## Historique
La construction de l'église remonte pour partie au XIIIe siècle et pour partie au XVIe siècle. Des modifications ont été apportées aux ouvertures aux XVIIIe et XIXe siècles.

## Caractéristiques

### Extérieur
L'église de style gothique flamboyant a été construite en craie. Sa façade, formée d'un mur pignon du XIIIe siècle, est surmontée d'un clocher quadrangulaire. Le portail est encadré par quatre colonnettes.
La nef est flanquée de deux bas-côtés. Les ouvertures du côté sud, à linteau courbe, ont été percées au XVIIIe siècle ; du côté nord, les fenêtres en arc brisé, date du XVIe siècle ; la porte latérale fut percée au XIXe siècle.

### Intérieur
La nef a été construite au XIIIe siècle, mais les arcades ont été redessinées par la suite. Le vaisseau central conserve une charpente ancienne avec des entraits et des poinçons apparents. Les arcades de la nef reposent sur des piliers chanfreinés de section carrée couronnés par un arc brisé. À l'entrée du chœur, la colonne contre le pilier sud est le signe d'une structure plus ancienne, dont témoignent aussi les fenêtres en plein cintre au-dessus des arcades. 
Le chœur et son abside à cinq pans sont précédés d'un transept. Le décor des arcades est beaucoup plus travaillé que dans la nef. Les arcs reposent sur des colonnes avec un tailloir à quatre becs du XVIe siècle. À l'entrée du chœur se trouvent quatre stalles de la seconde moitié du XVIe siècle. Elles sont décorées de sculptures : appuis-mains en forme de tête humaine ; joues ornées de figures de saints en bas-relief, surmontées par les statuettes des quatre évangélistes.
Près des fonts baptismaux se trouve une Mise au tombeau, provenant de l'abbatiale de Berteaucourt-les-Dames qui a été repeinte en 1906 par le peintre restaurateur Eugène Grevet. Un groupe sculpté représentant saint Georges et le dragon est exposé dans le bras nord du transept.
Dans la chapelle nord, une grotte de Lourdes en plâtre peint, a été installée en 1903.